# Maria Gaetana Agnesi
Maria Gaetana Agnesi (n. 16 mai 1718, Milano - d. 9 ianuarie 1799 Milano) a fost o matematiciană, lingvistă și filozoafă italiană.

## Operă
I se atribuie scrierea primei cărți în care sunt tratate atât calculul diferențial cât și cel integral.
A luptat pentru emanciparea femeii și accesul ei la educație.
Maria Teresa Agnesi Pinottini, clavecinistă și compozitoare a fost sora ei.
În tinerețe își manifestă aptitudinile pentru limbi străine.
Dezbate cu numeroși oameni de știință probleme ca: propagarea luminii, transparența corpurilor, studiul geometric al curbelor.
Se călugărește (intră în ordinul Ordre des Soeurs Bleues) și își dedică întreaga viață studiului matematicii.
Scrie o lucrare despre calculul diferențial și integral pe care o publică în 1748 și care ulterior este tradusă în engleză și franceză.

## Recunoaștere
Studiază curba de ecuație carteziană:
{\displaystyle xy^{2}=a^{2}(a-x).\!}
care ulterior va fi numită bucla lui Agnesi.
Fiind femeie, Maria Gaetana Agnesi nu a fost admisă în cadrul Academiei Franceze, dar în schimb intră la cea italiană, care se dovedește mai liberală.
Spre sfârșitul vieții se dedică operelor de caritate.
Viața Mariei Agnesi a fost descrisă de Paolo Frisi (1799) și de Bianca Milesi-Mojon (1836).

## Scrieri
- Propositiones philosophies (Milano, 1738)
- Institutioni analitiche (1748)

Această din urmă lucrare a servit ca bază pentru lucrările lui Leonhard Euler.